# Mihai Ralea
Mihai Ralea sau Mihail Ralea (n. 1 mai 1896, Huși, Vaslui, România – d. 17 august 1964, Berlinul de Est, RDG) a fost un eseist, filosof, psiholog, sociolog, diplomat, corporatist-marxist, profesor la Universitatea din Iași, membru titular al   Academiei Române, director al revistei Viața românească (din 1933).

## Biografie
Mihai Ralea s-a născut în 1896 la moșia familiei sale de la Huși, fiul magistratului local Dumitru Ralea și al Ecaterinei Botezatu-Ralea. Din punct de vedere etnic, tatăl său a fost bulgar iar mama sa evreică.
După absolvirea Facultății de Drept și Litere din Iași, și-a continuat studiile în Franța, unde, în 1923, a obținut titlul de Doctor în Litere cu teza Ideea de revoluție în doctrinele socialiste. A fost membru PNȚ iar după alegerile din 1937, Mihai Ralea a devenit Ministrul Muncii. A fost calificat de istorici ca fiind un politician servil, aservit intereselor lui Carol al II-lea. A apărut în dosarele Siguranței Statului ca fiind un „socialist-comunist” ce a sponsorizat agenți ai Uniunii Sovietice.

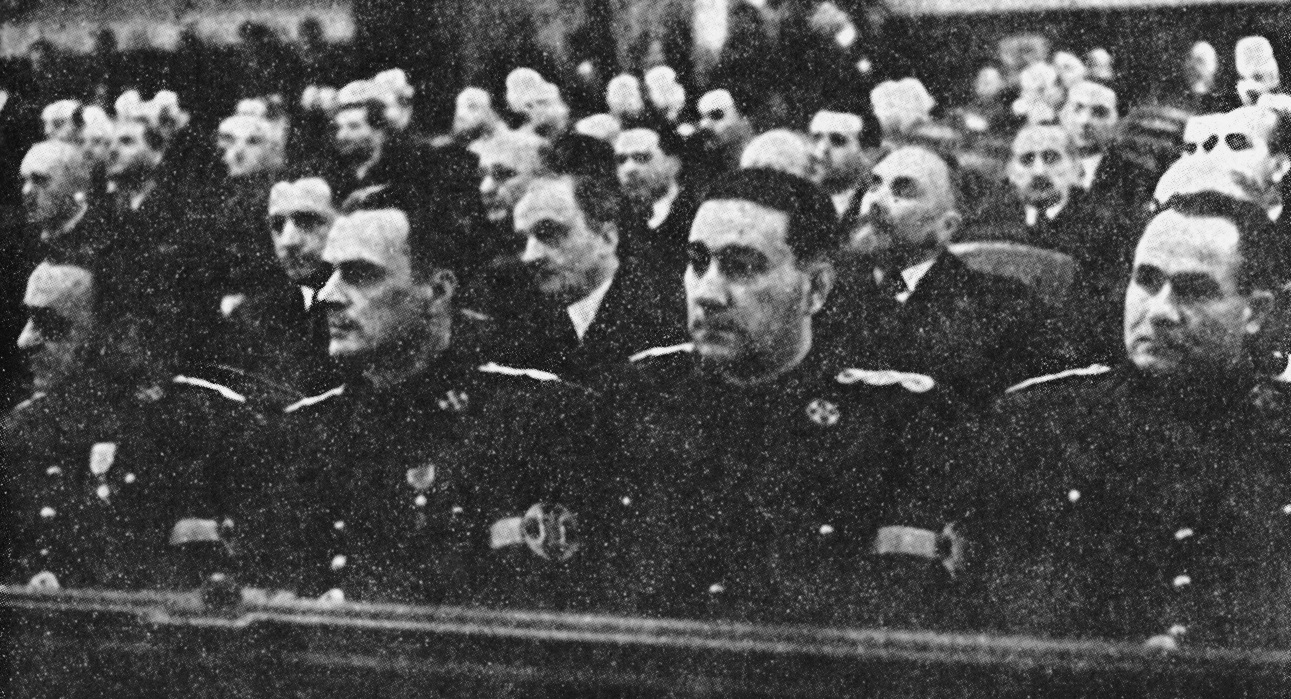
Ședință a membrilor fondatori ai Frontului Renașterii Naționale. Ralea este al doilea din dreapta

Ca om de litere, a anticipat ideea de operă deschisă (opera aperta) a lui Umberto Eco în lucrarea Despre critica literară. A întemeiat o îndrăzneață „ontologie a obstacolului” pe care a și aplicat-o în cea mai importantă carte a sa - Explicarea omului. Opera sa vastă cuprinde și: Interpretări (1927), Pagini de memorialistică. Memorialul (1930), Atitudini (1931), Valori (1935), Nord-sud (1945), Explicarea omului (1944-1945), În extremul Occident (1955), Cele două Franțe (1956), Istoria psihologiei (1958, în colaborare), Sociologia succesului (1962, în colaborare), Introducere în psihologia socialǎ (1966, în colaborare).
La sfârșitul războiului a sprijinit, implicându-se activ în politică, instaurarea comunismului în România. A obținut funcția de Ministru al Artelor în primul Guvern Petru Groza. După abdicarea Regelui Mihai I și proclamarea, în decembrie 1947, a Republicii Populare Române, Mihai Ralea a fost numit ministru plenipotențiar la Legația Română din Washington, Statele Unite ale Americii. Mihai Ralea a fost deputat în Marea Adunare Națională în sesiunea (1948 - 1952). A devenit propagandist susținând tezele anti-americane ale comuniștilor, anume imoralitatea „imperialiștilor americani”, uitând de imoralitatea imperiilor comuniste (de exemplu URSS). Sub supervizarea directă a rușilor și conducerea lui Ralea, Institutul de Istorie „Nicolae Iorga” a publicat în 1954 Caracterul antiștiințific și antiuman al psihologiei americane. Ulterior, a fost reprezentant al României la UNESCO. 
Ioan Stanomir descrie discursul lui Ralea ca fiind o „celebrare a sclaviei” iar Monica Lovinescu îl definește pe Mihai Ralea ca un „moralist fără morală.” Ca mulți dintre susținătorii socialismului, bazat pe principii egalitariste (unde nu individul ci comuna primează), Ralea „una spune, alta face,” acesta locuind într-o vilă din cartierul Dorobanți și ducând o viață „luxoasă,” inclusiv în comunism. „Fără scrupule,” un „valet al potentaților comuniști,” a rezistat luptelor și epurărilor din Partidul Comunist Român. Spre finalul vieții a susținut naționalismul comunist al lui Gheorghe Gheorghiu-Dej, prezentat ca o alternativă la controlul rusesc.
Un luptător împotriva fascismului, a susținut regimuri la fel de rudimentare, criminale și opresive.

## Contribuții
Spirit umanist, cu preocupări multiple, în domenii foarte diferite, așa cum ar fi: filosofia (îndeosebi antropologia, teoria valorilor și a culturii), psihologia, estetica și istoria literaturii universale, îndeosebi a celei franceze, Mihai Ralea este dificil de încadrat în doar unul din aceste sectoare în care a excelat. A fost unul dintre marii eseiști ai literaturii române.
În timpul studiilor în Franța a fost inițiat într-o lojă masonică. S-a vehiculat informația că din acest motiv guvernul Petru Groza l-ar fi numit ambasador în SUA și chiar că, la solicitarea Anei Pauker (ministru de Externe în același guvern), ar fi fost ridicat în grad de la Maestru (gradul 3) la Cavaler Rosicrucian (gradul 18). Ulterior, într-un raport al său, ar fi afirmat: „Reușita mea în America nu s-a datorat faptului că sunt un veritabil democrat sau că sunt cunoscut ca atare, nici pentru că sunt ministru plenipotențiar, ci, pentru calitatea mea de mason.”
Întors în țară după terminarea studiilor, ocupă funcția de conferențiar de pedagogie socială din 1923 și apoi aceea de profesor de psihologie și estetică la Universitatea din Iași. Prin activitatea lui Mihai Ralea, studiul psihologiei la Universitatea din Iași a cunoscut o nouă etapă de dezvoltare.
Iașul avea să-i ofere, așa cum însuși mărturisea mai târziu, întâlnirea cu Garabet Ibrăileanu, întâlnire ce a reprezentat cel mai însemnat eveniment intelectual din viața sa.
Astfel, Mihai Ralea a fost chemat să preia funcția de redactor-prim al revistei Viața Românească, devenind colaboratorul principal al lui Garabet Ibrăileanu. Aceasta este "școala" unde s-a format criticul literar Mihai Ralea, cel care a scris pagini remarcabile despre Tudor Arghezi și Mihail Sadoveanu în volumul său intitulat Valori, publicat în 1935.
În 1938 a fost numit profesor de estetică la Facultatea de Litere și Filosofie din București și titular al catedrei de psihologie la aceeași facultate.
În timpul regimului comunist a fost ales membru al Academiei Române și a primit titlul de laureat al Premiului de Stat.

## Distincții
- Ordinul Muncii clasa I (21 aprilie 1956) „cu prilejul împlinirii a 60 de ani și pentru activitatea sa merituoasă pe linie didactică și științifică”[20]
- Ordinul Muncii clasa I (30 decembrie 1957) „cu ocazia celei de a zecea aniversări a proclamării Republicii Populare Romîne și pentru merite deosebite în îndeplinirea sarcinilor date de Partidul Muncitoresc Romîn, pentru merite deosebite pe tărîmul construcției de stat, economice, sociale, culturale și obștești”[21]
- Ordinul „23 August” clasa I (12 august 1959) „pentru activitate rodnică în dezvoltarea științei și culturii din Republica Populară Romînă”[22]

## Opere selective
- Introducere în sociologie, 1927,
- Sociologia și teoria cunoașterii;
- Formarea ideii de personalitate;
- Valori, 1935;
- Ipoteze și precizări în știința sufletului;
- Specific și frumos în comentarii și sugestii;
- Atitudini, 1931;
- Psihologie și viață, (1938);
- Explicarea omului, (1944[23])
- Înțelesuri(1942)
- Între două lumi (1943)
- Sociologia succesului (în colaborare);
- Cele două Franțe, 1956;
- Istoria psihologiei, 1958 (în colaborare);
- Introducere în psihologia socială, 1966 (postum)

## Studii despre Mihai Ralea
- Petre Anghel, Mihai Ralea, vocația eseului, studiu critic, București, Editura Cartea românească 1973;
- Petre Anghel, Mihai Ralea , București, Editura Card 1998;